# Tęczowy Laur
Tęczowy Laur – ogólnopolska nagroda przyznawana w latach 1998–2001 za głoszenie postaw tolerancyjnych i walkę o prawa mniejszości. Pomysłodawcami byli Sławomir Starosta i Jarosław Ender. Przyznawała ją Kapituła, złożona z laureatów nagrody w latach poprzednich oraz przedstawicieli środowisk feministycznych i LGBT; w 2001 r. w skład ostatniej Kapituły weszli Barbara Labuda, Maria Szyszkowska, Jerzy Jaskiernia, Lech Falandysz, Marek Nowicki, Wanda Nowicka, Andrzej Osęka, Robert Biedroń, Polskie Radio Program III, Ewa Dąbrowska-Szulc, Michał Pawlęga, Sławomir Starosta i Jarosław Ender. Sekretarzem Kapituły był Krzysztof Garwatowski.
Następczynią Tęczowego Lauru jest nagroda Hiacynt, przyznawana od 2007 roku przez Fundację Równości.

## Laureaci
1998
- Monika Olejnik
- Zofia Kuratowska
- Kora
- Mikołaj Kozakiewicz
- Jerzy Jaskiernia
- Gazeta Wyborcza
- Fundacja PHARE

Przyjęcia Tęczowego Lauru odmówił ks. Arkadiusz Nowak.
1999
- Aleksander Małachowski
- Maria Szyszkowska
- Marek Nowicki
- Barbara Labuda
- Lech Falandysz
- Marek Kotański
- Sokrat Janowicz
- Program Trzeci Polskiego Radia[8]

2000
- Wanda Nowicka – za wieloletnią, wytrwałą walkę o respektowanie praw kobiet
- Agnieszka Holland
- Piotr Ikonowicz
- Ryszard Kalisz
- Katarzyna Nosowska
- Piotr Pacewicz[9]
- Robert Biedroń[1]
- Jerzy Wierchowicz[10]

2001
- ks. Michał Czajkowski – za zdecydowaną, a jednocześnie niezwykle kulturalną walkę z nietolerancją
- Małgorzata Czerniawska-Aniersztejn – za sposób, w jaki kieruje działalnością Krajowego Centrum ds. AIDS
- Ewa Drzyzga – za konsekwentne przestrzeganie zasady równości ludzi
- Izabela Filipiak – za otwartość i odwagę w życiu zawodowym, publiczny coming out
- Piotr Gadzinowski – za promowanie projektu ustawy o związkach partnerskich
- Helsińska Fundacja Praw Człowieka – za obronę osób prześladowanych za przekonania, pochodzenie, poglądy, orientację seksualną i z innych przyczyn
- Izabela Jaruga-Nowacka – za zdecydowane i konsekwentne popieranie idei prawnej legalizacji związków osób tej samej płci
- Anja Orthodox – za odwagę w głoszonych poglądach i wsparcie udzielane inicjatywom służącym przełamywaniu nietolerancji i ograniczoności społeczeństwa
- Muniek Staszczyk – za konsekwentny pacyfizm i otwartość przekazywaną w twórczości artystycznej
- Radioaktywny Magazyn Reporterów Programu 3 Polskiego Radia – za odważne, obiektywne i rzetelne prezentowanie najważniejszych i najtrudniejszych problemów życia społecznego.